# François Francine

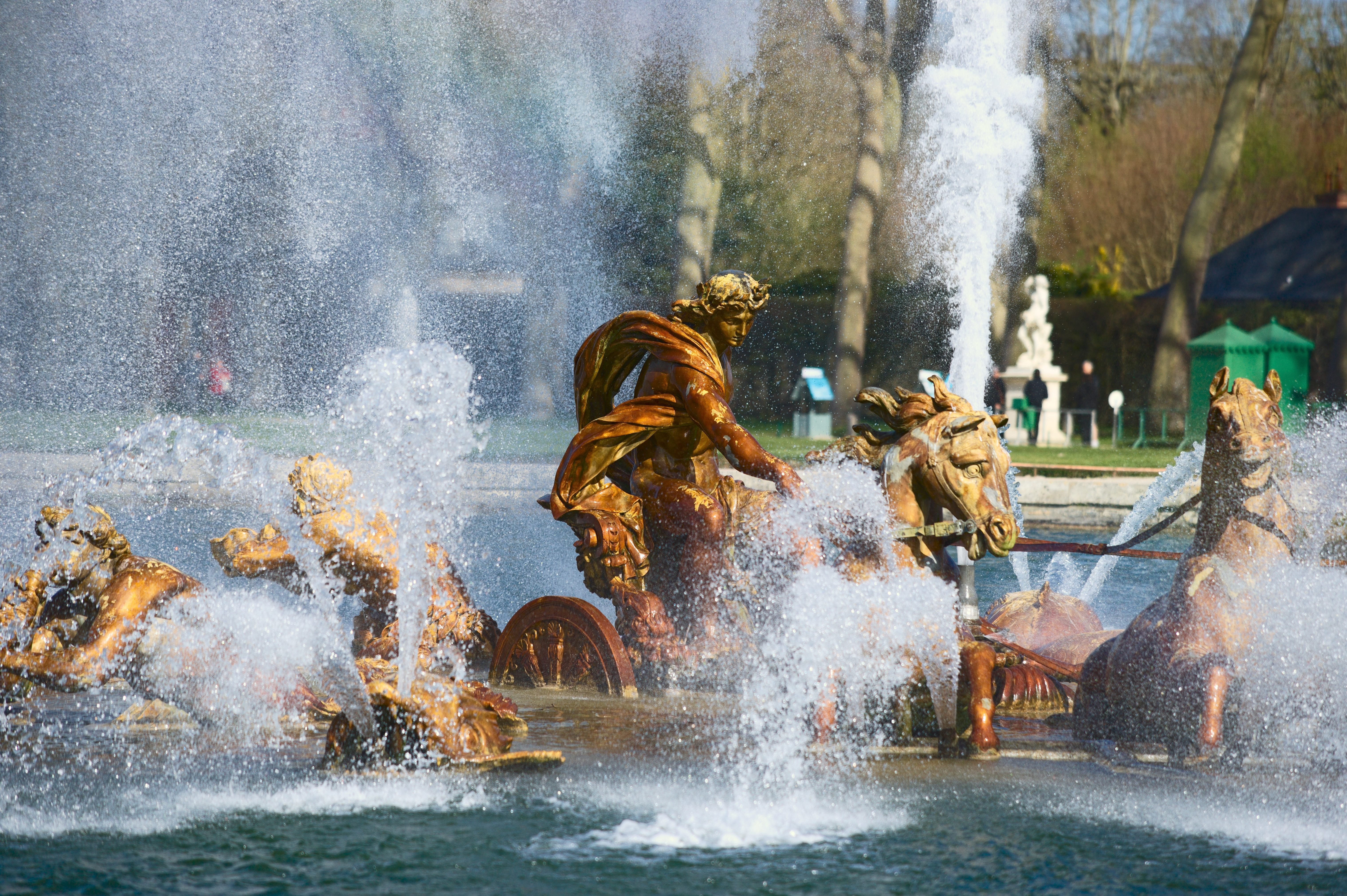
Apollo-Becken

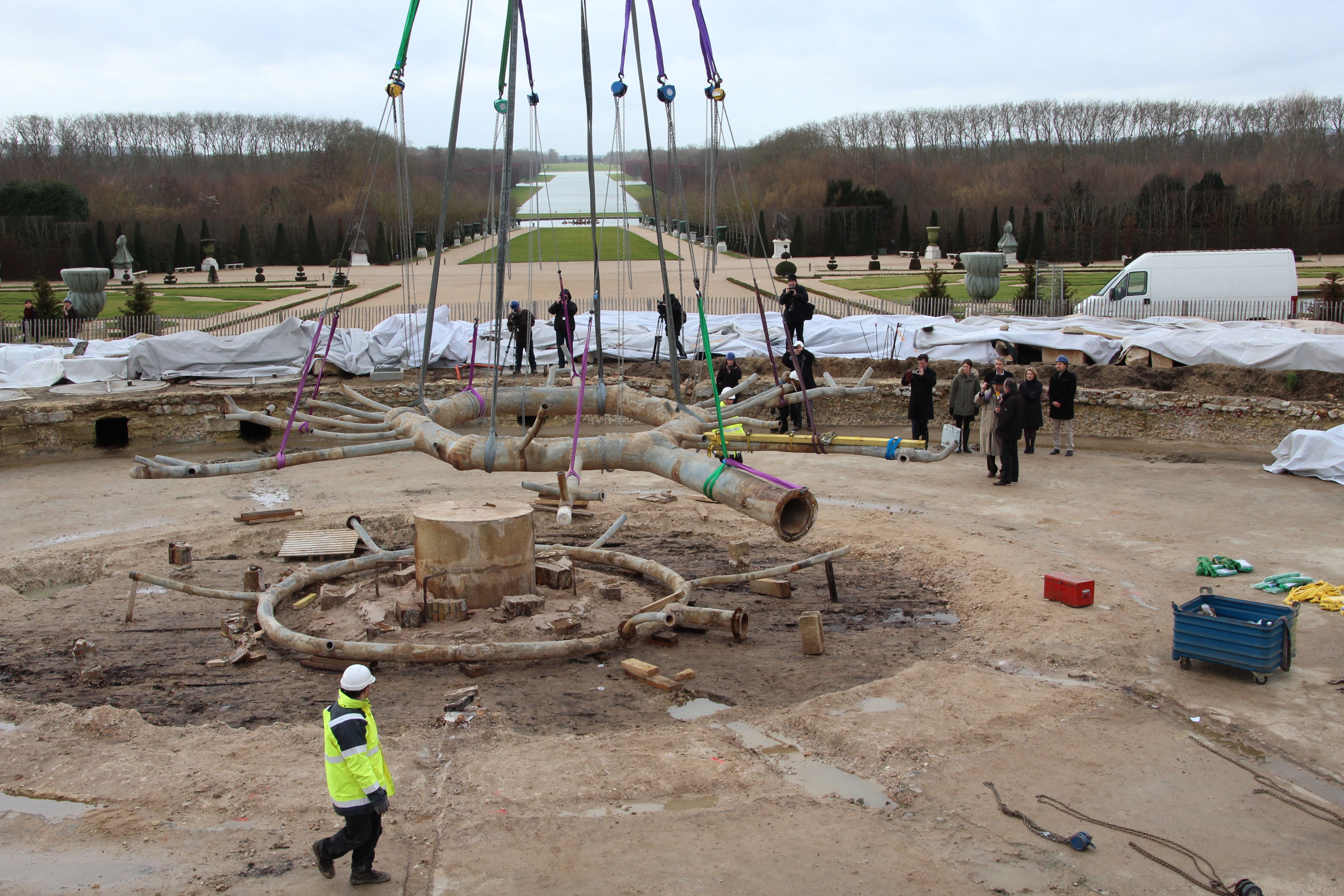
Rohre des Latona-Beckens

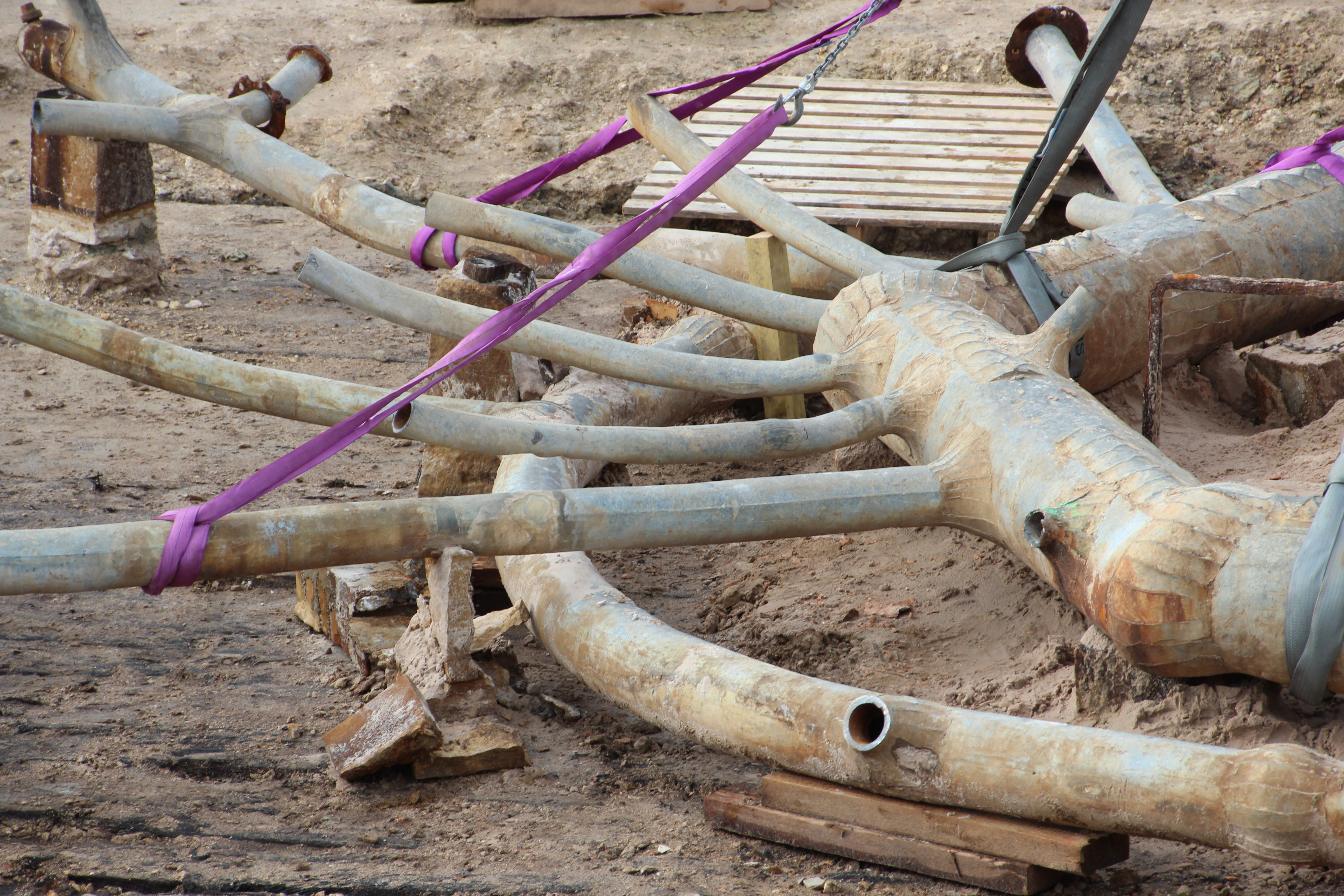
Rohre des Latona-Beckens

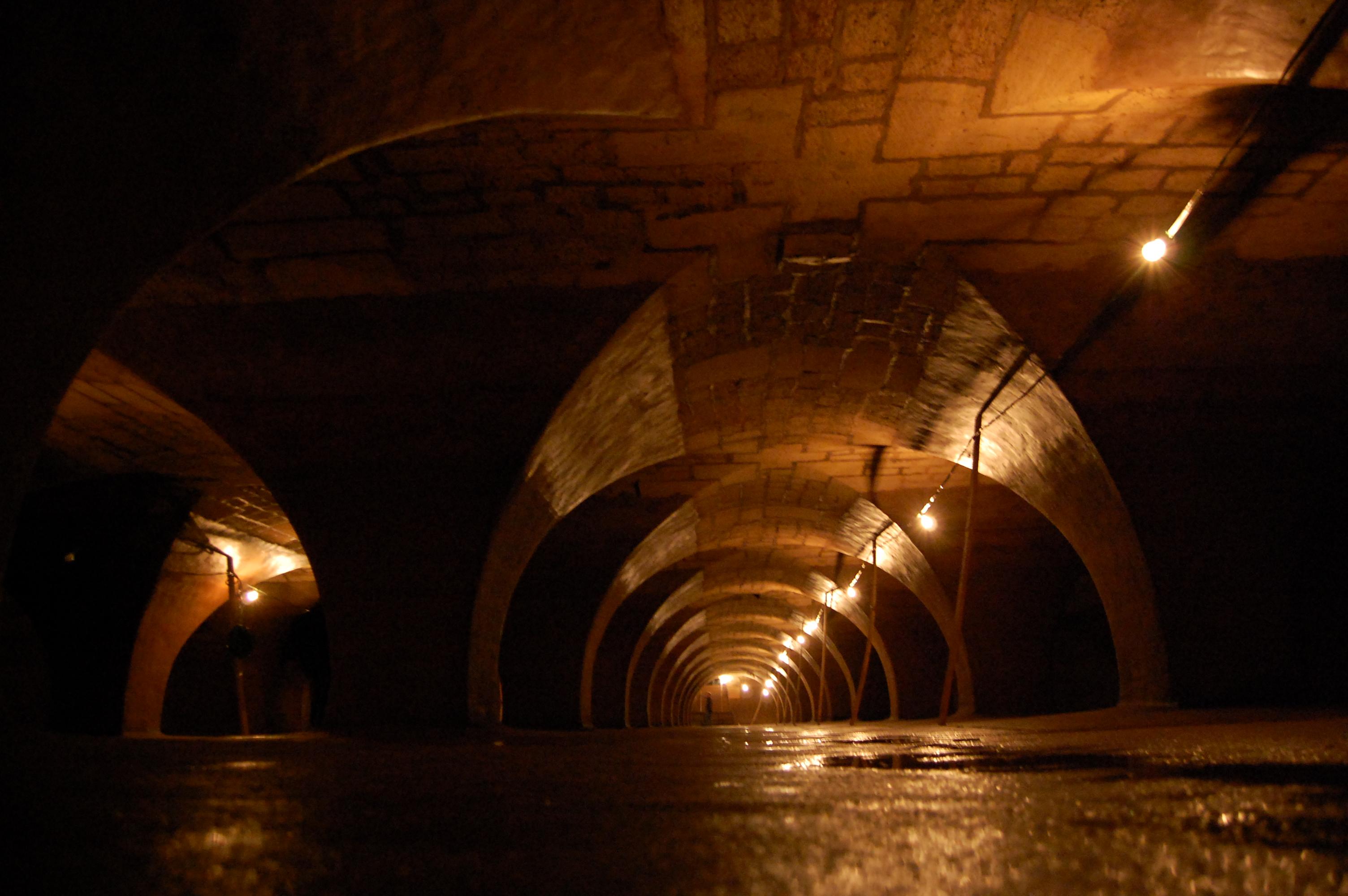
Speicher unter dem Parterre d’Eau

François Francine (* 15. Januar 1617 in Paris; † 24. Oktober 1688 ebenda) war ein bedeutender französischer Fontänenmeister, Intendant général des eaux et fontaines royales (in etwa: Generaldirektor der königlichen Wasserleitungen und Brunnen) und Seigneur de Grand’Maisons. Unter Ludwig XIV. war er in enger Zusammenarbeit mit Le Nôtre verantwortlich für die Anlage der Bassins, Kaskaden, Zierbrunnen, Wasserspiele und Fontänen im Park von Schloss Versailles. Zu seinen Aufgaben gehörten dabei nicht nur der Entwurf und die Ausführung dieser immer umfangreicher werdenden Anlagen, sondern insbesondere auch, für deren Wasserversorgung aus immer größer werdenden Entfernungen zu sorgen.

## Leben und Werke
Er war das älteste der acht Kinder des von König Heinrich IV. aus Florenz zur Ausstattung der Gartenterrassen des Château neuf von Saint-Germain-en-Laye nach Frankreich geholten Tommaso Francini, des Begründers der Familie Francine, deren Mitglieder die Position des Intendant général des eaux et fontaines royales in ununterbrochener Reihenfolge bis 1784 bekleideten. Zu seinen Geschwistern gehörten Pierre, geboren in Paris am 21. Februar 1621, und Paul, geboren am 27. Februar 1626, der einem Orden beitrat.
Über die Ausbildung von François Francine und seine ersten Berufsjahre scheint wenig bekannt zu sein. Es kann angenommen werden, dass er und sein Bruder Pierre dem Vater bei seinen Aufgaben als königlicher Fontänenmeister assistierten. 1647 wurde er Seigneur de Grand’Maisons und heiratete Madeleine de Fontenu. Mit dem Tod des Vaters im Jahre 1651 erhielt François dessen Position als Intendant général des eaux et fontaines royales.
König Ludwig XIV., der nach dem Tod seines regierenden Ministers Kardinal Mazarin 1661 die Regierung selbst übernahm, war vom Schloss Vaux-le-Vicomte seines Finanzministers Nicolas Fouquet mit dem vom Gartenarchitekten André Le Nôtre gestalteten Park und den Bassins und Brunnen von Denis Jolly so angetan, dass er begann, das Schloss Versailles im gleichen Stil auszubauen und den Schlosspark ebenfalls nach den Plänen von Le Nôtre anzulegen.
François Francine erstellte zwischen 1664 und 1665 zusammen mit Denis Jolly die Thetis-Grotte, ein mit Statuen geschmücktes Brunnenhaus, in der das Sprudeln der Wasserspiele von einer Orgel gesteuert wurde. Ein Bassin auf seinem Dach versorgte die Springbrunnen im Park.
Am 27. April 1666 veranstaltete Ludwig XIX. das erste Grandes Eaux genannte Fest.
Im folgenden Jahr baute Francine drei Reservoirs oberhalb der heutigen Rue des Réservoirs zur Versorgung des Latona- und des Apollobrunnens in der Hauptachse des Schlossparks. Dabei verwendete er Bleirohre anstelle der zu jener Zeit noch weithin üblichen hölzernen Rohre. Ab 1671 wurden im Schlosspark auch die ersten gusseisernen Rohre Frankreichs verlegt.
1673 konzipierte er die großen Wasserspeicher unter dem Parterre d’Eau mit einem Fassungsvermögen von 3400 m³, die anschließend von François II d’Orbay gebaut wurden. In diesen Speichern wurde das Wasser der Fontänen und Brunnen gesammelt und dann von zwei pferdegetriebenen Eimerketten wieder auf das Dach der Grotte befördert. Diese Speicher versorgen bis heute über ein Netz von Bleirohren die Fontänen bei den Grandes Eaux.
In den nächsten Jahren folgte die Installation der zahlreichen Springbrunnen der von Le Nôtre gestalteten Boskette wie des Bosquet des Trois Fontaines, der Wasserfälle des Bosquet des Rocailles und des 27 m hohen Springbrunnens des Bassin du Dragon sowie der Leitungen zu den nicht mehr existierenden Bosquet du Labyrinthe und Bosquet du Theatre d’eau.
Insgesamt wurden unter seiner Leitung 200 km Wassergräben und Leitungen für die Wasserversorgung des Schlossparks verlegt und 1400 bis 1600 Brunnen, Wasserspiele und Springbrunnen installiert, also mehr als das Vierfache der heute vorhandenen.
1674 erhielt er eine Vergütung von 4200 Livres und im Jahr darauf obendrein eine Gratifikation von 12.000 Livres als Anerkennung seiner Verdienste um die Brunnen und Fontänen des Schlossparks – weit mehr als die Bildhauer und Maler, die für das Schloss und seinen Park tätig waren.
Trotz aller Mühe und trotz des Baus der Machine de Marly und der Aquädukte von Louveciennes und Buc konnte nie genügend Wasser in den Schlosspark geleitet werden, so dass bei den Spaziergängen des Königs nur die Fontänen liefen, die gerade in seinem Blick waren, gesteuert durch die Signalpfeifen der Gärtner und die Fontainenwärter an den Ventilen. Der König verfasste sogar einen Führer, in welcher Reihenfolge man den Park und seine Springbrunnen am besten besichtige.